# Astrid Cleve
Astrid Cleve, épouse von Euler (22 janvier 1875 – 8 avril 1968), est une botaniste, géologue, chimiste et chercheuse suédoise de l'Université d'Uppsala. Elle est la première femme en Suède à obtenir un doctorat scientifique.

## Jeunesse et Formation
Astrid Maria Cleve naît le 22 janvier 1875 à Uppsala (Suède). Elle est la fille aînée de Per Teodor Cleve, un chimiste, océanographe et géologue et de Caralma (Alma) Öhbom. Avec ses deux jeunes sœurs, elle est éduquée à la maison par sa mère, une des premières femmes du pays à terminer le lycée et une activiste des droits des femmes. De onze à treize ans, elle est pensionnaire dans un établissement scolaire à Lausanne puis termine sa scolarité secondaire à la maison. Elle obtient son baccalauréat à seize ans, s'inscrit à l'Université d'Uppsala en 1891 en sciences naturelles et obtient son bachelor en 1894.

## Carrière

### Chimie et premières études des diatomées
En 1895, Cleve est recrutée comme professeur assistante de chimie à l'Université de Stockholm. Ses recherches commencent sur les diatomées des lacs d'altitudes de la région de Lule Lappmark. Elle publie des travaux identifiant et décrivant de nouvelles espèces et étudie les écosystèmes végétaux dans les régions du Grand Nord et leurs adaptations à cet environnement difficile. Entre 1896 et 1898, elle publie quatre articles sur les produits chimiques azotés dans des structures variables et découvre le poids atomique et diverses propriétés de l'ytterbium.
Cleve obtient son doctorat en mai 1898 à l'Université d'Uppsala à 23 ans avec une thèse intitulée Studier ofver några svenska väksters groningstid och förstärkningstadium (Études sur le temps de germination et le stade juvénile de certaines plantes suédoises). Elle est la deuxième femme suédoise à l'obtenir et la première dans une discipline scientifique.
De 1898 à 1902, elle est employée comme professeur adjoint de chimie à l'Université de Stockholm qui s'avère progressive dans sa volonté de recruter des femmes. Durant son mandat à Stockholm, elle publie sur le lanthane et le sélénium.
Elle y rencontre Hans von Euler-Chelpin, un biochimiste germano-suédois, qu'elle épouse en 1902 puis quitte le département de chimie. Ils auront trois enfants : Ulf Svante, Georg et Karin. Le couple travaille sur les composés organiques azotés, la synthèse de cétoses à partir du formaldéhyde, les complexes métal-ammoniac, les produits chimiques dans la résine et la synthèse d'alcools industriels et publie conjointement plusieurs articles. Cleve travaille dans différentes écoles secondaires et reprend ses recherches sur le plancton, publiant des études majeures sur la flore dans les plans d'eau près de Stockholm en 1910 et 1912. Ces articles sont toujours d'actualité car ils sont le seul enregistrement du plancton de diatomées avant la pollution qui s'est produite dans la région de Stockholm. Son mariage avec von Euler se termine en 1912.
En 1913, elle est recrutée comme assistante biologique par la Commission suédoise de biologie hydrographique pour travailler sur le plancton dans le détroit de Skagerrak. Elle publiera une monographie en 1917 sur le sujet. Elle déménage à Värmland la même année. Entre 1920 et 1925, elle dirige Skoghallsverkens Forskningslaboratorium, le laboratoire forestier de la société Uddeholm et travaille sur des sujets comme la lignine produite lors de la fabrication de la pâte au sulfite et la façon de déterminer la teneur en lignine d'un bois particulier, la composition des aiguilles de pin et d'épinette, le rôle du dioxyde de carbone dans les plantes ou les méthodes de séparation des sous-produits de la pâte, du pétrole et du charbon. Elle continue parallèlement à enseigner et rédige un livre scientifique populaire sur le sélénium ainsi qu'un manuel d'introduction à la biochimie appliquée.

### Géologie quaternaire et études des diatomées ultérieures
À la fin des années 1920, les recherches de Cleve se recentrent à nouveau sur les diatomées vivantes et fossiles de la mer Baltique et s'élargissent aux questions paléobotaniques connexes, y compris les changements du niveau de l'eau de la mer Baltique, alors une mer intérieure, à la fin de la période glaciaire. Elle effectue des analyses des limites dérivées d'études de diatomées pour déterminer les changements dans la connexion de la Baltique avec l'océan; mais ceux-ci sont considérés comme douteux en raison de la possibilité de re-déposition de diatomées dans le sédiment.
Elle entre en conflit avec l'establishment scientifique scandinave en défendant la théorie de l'oscillation. Cette théorie est proposée par N.O. Holst en 1899 puis Ernst Antevs en 1921. Lorsque Cleve remodèle la théorie dans une publication de 1923, elle est de nouveau été rejetée par les géologues établis. La théorie soutient que la surface de la Fennoscandie a oscillé de haut en bas comme un pendule perdant de son élan après la fonte de l'inlandsis fennoscandien. Son insistance sur la validité de la théorie à la Société géologique de Stockholm a duré environ un an jusqu'à ce qu'elle en soit expulsée. En 1927 et 1928, elle est impliquée une controverse avec le géologue Henrik Munthe. Ce dernier avait proposé de faire de la "rivière Svea" à Degerfors un monument national. Cleve fait valoir que la "rivière Svea" devrait être nommée monument national, mais qu'elle n'est pas le débouché de l'ancien lac Ancylus comme le prétendent Munthe et von Post. La controverse devient personnelle lorsque Munthe défend son interprétation géologique dans les journaux, elle y répond en l'accusant d'avoir des raisons non scientifiques pour avancer son idée.
Entre 1932 et 1955, Cleve publie plusieurs monographies sur la taxonomie des diatomées. La première, en 1932, couvre 535 espèces de diatomées existantes et fossiles — dont 184 espèces inconnues en Suède — trouvées dans le bassin de Täkern. Le second suit deux ans plus tard, après un travail de terrain en Laponie ; couvre 673 espèces du nord de la Finlande. Ces travaux la conduisent à des études géologiques menées à travers l'examen de la flore diatomée. Cette même année, elle publie sur la géologie quaternaire de la région. Elle est employée par des géologues du Service géologique de Suède pour étudier les diatomées dans les sédiments postglaciaires. En 1951 sa monographie complète sur les diatomées suédoises et finlandaises, écrite pendant plus d'une décennie, est publiée. Toujours en usage aujourd'hui, Die Diatomeen von Schweden und Finnland couvre environ 1 600 espèces de diatomées et leur taxonomie, distribution, écologie et fossiles.
Elle poursuit ses travaux sur la flore de ces régions pendant de nombreuses années, découvrant de nouvelles espèces et corrigeant la taxonomie. Après son retour à l'Université d'Uppsala en 1945, elle travaille au département de géologie et apporte des théories sur les changements du niveau de l'eau de la mer Baltique pendant la période quaternaire. Elle enseigne la diatomologie de 1947 à 1948 à l'Institut universitaire d'écologie végétale. En 1948, elle reçoit un diplôme honorifique, en tant que première femme suédoise à obtenir un doctorat. Elle reçoit une chaire honorifique pour ses études des diatomées de 1955.
Cleve continue à publier des articles scientifiques jusqu'à l'âge de 86 ans.